# Raissac-d'Aude

Raissac-d'Aude es una comuna y población de Francia, en la región de Languedoc-Rosellón, departamento de Aude, en el distrito de Narbona y cantón de Narbona Oeste.
Su gentilicio en francés es Raissacois.
Está integrada en la Communauté d'agglomération de la Narbonnaise.
Se encuentra al noreste de Narbona, próxima a la desembocadura del río Orbieu en el Aude.

## Demografía
| 311 | 301 | 239 | 238 | 238 | 238 |
| Para los censos de 1962 a 1999 la población legal corresponde a la población sin duplicidades (Fuente: INSEE [Consultar]) |     |     |     |     |     |